# 鶴見區 (橫濱市)
鶴見區（日语：／ Tsurumi ku */?）是日本神奈川縣橫濱市18個區的其中之一，位於橫濱市最東端，臨東京灣。1927年10月1日隨著區制實施而成立，是橫濱市最初設立的一批區之一。鶴見區為京濱工業地帶的一部份。鶴見區是橫濱市人口第三多的區，僅次於港北區和青葉區。
“鹤见”这个名字出现于镰仓时代，传说因源赖朝在此放生鹤而得名。另一种理论是鹤见与鹤无关，而是鹤的训读tsuru意思是“水道和河流周围的区域”，而见的训读“Mi”的意思是“周围”，两者结合“鹤见”的意思是像蛇一样蜿蜒的地形。

## 地理

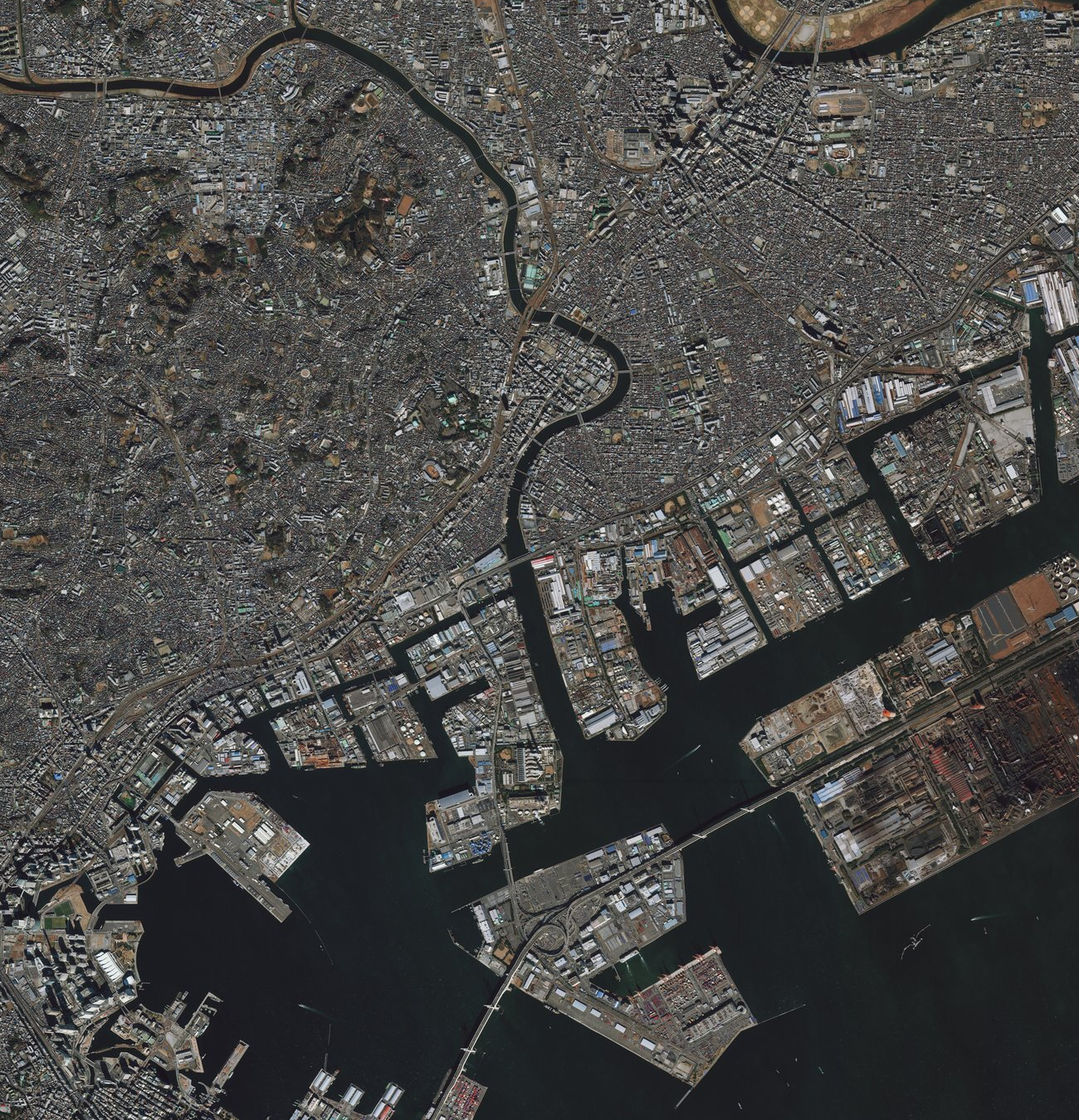
鶴見區的衛星圖

從地形上來看，鶴見區可分為三個區域：西北部的丘陵地、鶴見川流域的低地、臨海部填海造陸的地區。
區域中心為鶴見中央，鶴見區役所、鶴見站、鶴見警察署都位於此地。町別人口也是鶴見中央（一丁目〜五丁目）最多，約18,812人，約占鶴見區總體人口6.8%。

## 產業
鶴見區為京濱工業地帶的核心，有許多企業進駐。以下僅列出重點項目。
在鶴見區設置總部的上市企業
- A&A Material Corporation
- 京三製作所
- Nice株式會社
- NFK投控
- DNA Chip 研究所

其他主要事業所
- 東芝Plant Systems本社、鶴見事業所
- 麒麟啤酒橫濱廠
- 日鋼東日本製鐵所京濱地區
- 森永製菓鶴見廠
- 艾杰旭京濱工廠
- J-油米爾斯株式會社橫濱廠
- 東芝京濱事業所
- 東京電力橫濱火力發電所
- JFE工程鶴見事業所
- 日本海洋聯合公司橫濱事業所鶴見工廠
- NICHIAS鶴見廠
- 東京瓦斯扇島LNG基地
- 保土谷化学工業橫濱廠
- 橫濱冷凍橫濱物流中心
- 昭和殼牌石油橫濱事業所
- 新明和工業東京本部
- 東洋製罐橫濱廠
- 東亞合成橫濱廠
- 鶴見精機橫濱廠

## 教育

### 研究機關
- 理化学研究所 橫濱研究所

### 大学
- 橫濱商科大学 鶴見校區
- 鶴見大学
- 鶴見大学短期大学部
- 橫濱市立大学 鶴見校區

### 高等学校
- 神奈川縣立鶴見高等学校
- 神奈川縣立鶴見綜合高等学校
- 橫濱市立東高等学校
- 橘学苑高等学校
- 白鵬女子高等学校
- 法政大学国際高等学校
- 鶴見大学附屬高等学校
- 聖約瑟夫学園高等学校
- 鹿島学園高等学校鶴見校區

### 中学校
- 橫濱市立市場中学校
- 橫濱市立潮田中学校
- 橫濱市立末吉中学校
- 橫濱市立鶴見中学校
- 橫濱市立寺尾中学校
- 橫濱市立生麥中学校
- 橫濱市立寛政中学校
- 橫濱市立矢向中学校
- 橫濱市立上之宮中学校
- 橘学苑中学校
- 鶴見大学附屬中学校
- 聖約瑟夫学園中学校

### 小学校
- 橫濱市立末吉小学校
- 橫濱市立上末吉小学校
- 橫濱市立下末吉小学校
- 橫濱市立市場小学校
- 橫濱市立潮田小学校
- 橫濱市立東台小学校
- 橫濱市立旭小学校
- 橫濱市立生麥小学校
- 橫濱市立豊岡小学校
- 橫濱市立下野谷小学校
- 橫濱市立入船小学校
- 橫濱市立鶴見小学校
- 橫濱市立新鶴見小学校
- 橫濱市立平安小学校
- 橫濱市立岸谷小学校
- 橫濱市立矢向小学校
- 橫濱市立寺尾小学校
- 橫濱市立上寺尾小学校
- 橫濱市立汐入小学校
- 橫濱市立馬場小学校
- 橫濱市立駒岡小学校
- 橫濱市立獅子谷小学校
- 聖約瑟夫学園小学校

## 交通

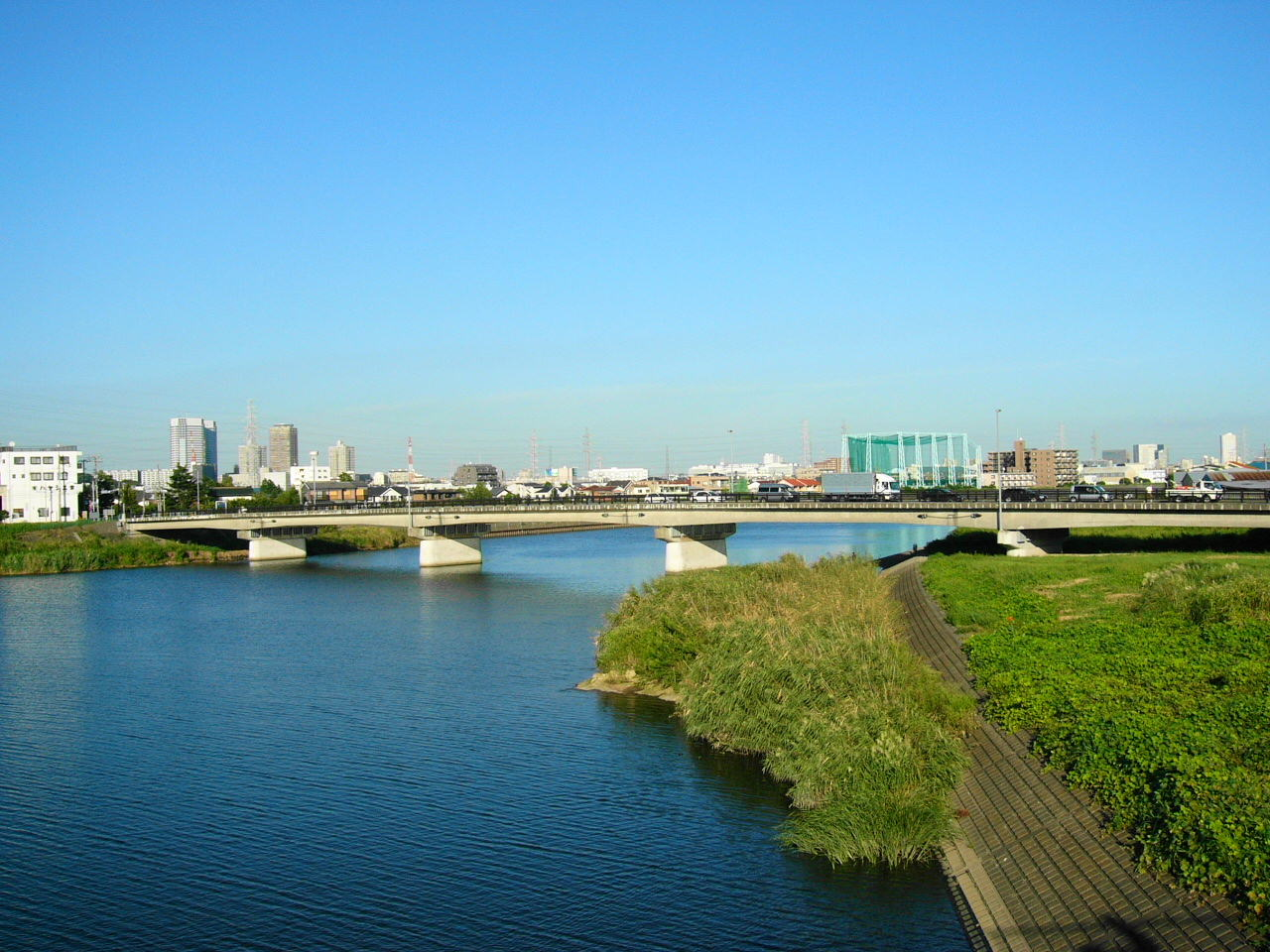
架於鶴見川上的鷹野大橋（照片右方的右岸是鶴見區駒岡，左方的左岸是川崎市幸區南加瀨）。有神奈川縣道111號大田神奈川線通過。

通過鶴見區的鐵路有貫通南北的東海道本線（包括貨物線、品鶴線（橫須賀線））、京急本線與覆蓋臨海部工業地帶的鶴見線。另外，鶴見區北緣還有南武線通過（區內設有矢向站，另外尻手站亦與此區連接）。
巴士交通則有橫濱市營巴士、川崎鶴見臨港巴士與東急巴士負責。此區的內陸部（馬場、獅子谷、駒岡等）距離車站相當遙遠，巴士成為唯一的交通工具，因此班次非常多。
主要道路包括國道1號、國道15號與國道357號，首都高速道路的神奈川1號橫羽線與灣岸線。灣岸線以鶴見翼橋與橫濱灣大橋著名。
總持寺平交道長達60公尺，截至2009年6月1日，是日本最長的平交道，考量安全面的問題，已在2012年四月廢除。

### 鐵路
東日本旅客鐵道
- 京濱東北線：鶴見站
- 鶴見線：鶴見站 - 國道站 - 鶴見小野站 - 弁天橋站 - 淺野站 - 安善站
  - 海芝浦支線：淺野站 - 新芝浦站 - 海芝浦站
- 南武線：矢向站

京濱急行電鐵
- 京急本線：生麥站 - 花月總持寺站 - 京急鶴見站 - 鶴見市場站

另外，此區西部還有橫濱線通過，但不設站。菊名站與綱島站是距離此區最近的車站。

### 道路
首都高速道路
- 神奈川1号橫羽線
  - 汐入出入口、生麥系統交流道、生麦出入口
- 神奈川5号大黑線
- 湾岸線
  - 大黑系統交流道、大黑埠頭出入口、大黑停車區
- 神奈川7号横浜北線
  - 岸谷生麥出入口、馬場出入口

縣道
- 神奈川縣道6号東京大師橫濱線
- 神奈川縣道14号鶴見溝之口線
- 神奈川縣道104号鶴見停車場線
- 神奈川縣道111号大田神奈川線
- 神奈川縣道140号川崎町田線

## 主要景點

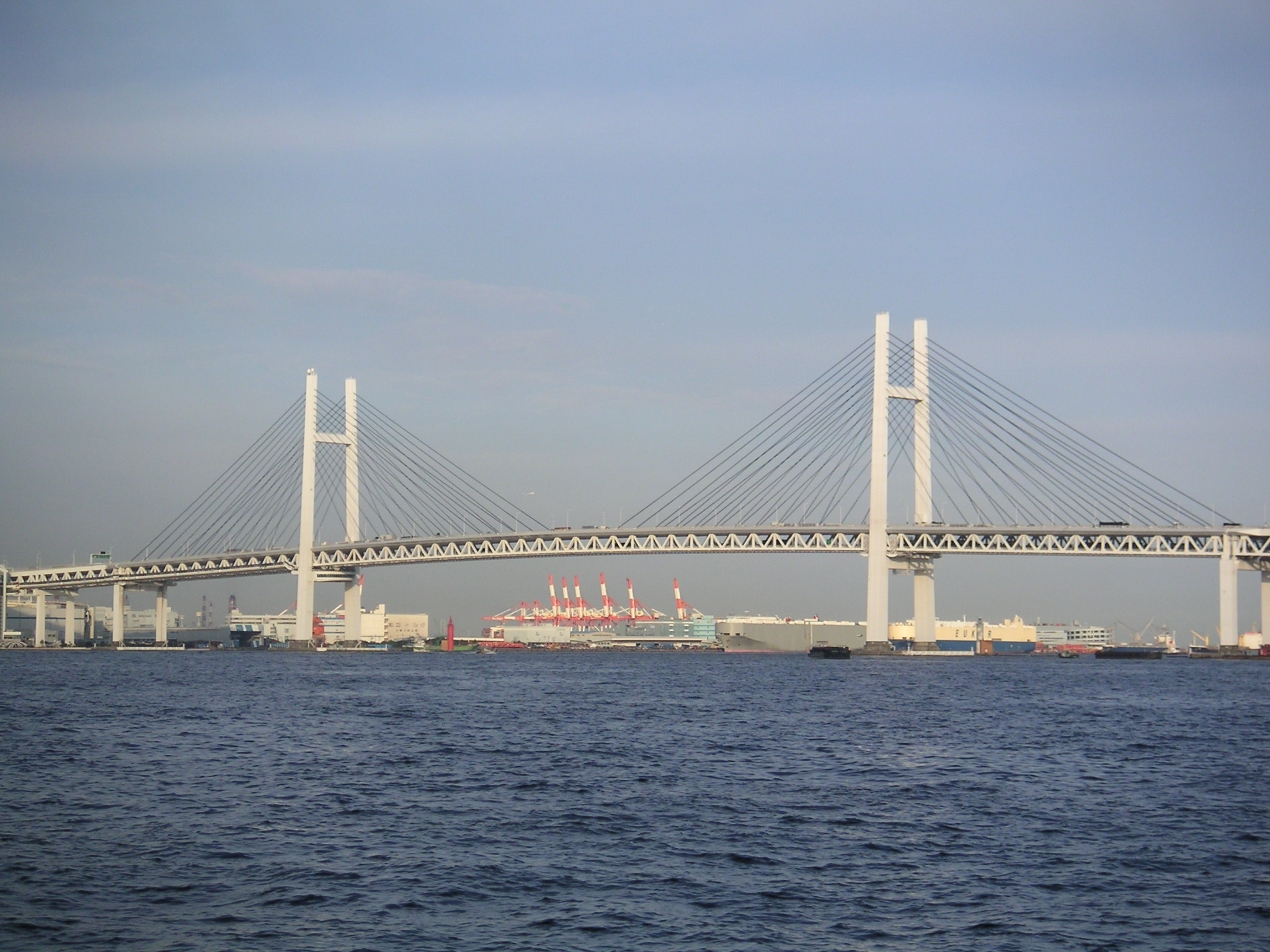
橫濱港灣大橋

- 市場一里塚（市場西中町。舊東海道的一里塚，距離起點日本橋約20km。）
- 入江川せせらぎ綠道、東寺尾ふれあいの樹林、こどもログハウス「ピッコロ」（東寺尾）
- 入船公園（辯天町）
- 海芝公園（末廣町）
- 花月園競輪場（鶴見）
- 上台遺跡・上台北遺跡（下末吉）
- キリン横浜ビアビレッジ
- 建功寺（馬場）
- 潮風大通

## 知名出身人物
- 青空球兒（漫才師、漫才協会会長）
- 安東尼奧豬木（格鬥家）
- 豬木快守（政治家、安東尼奧豬木的哥哥）
- 岩井由紀子（前藝人）
- USA (EXILE)
- 遠藤三紀夫 (政治家、座間市長)
- 緒形幹太（演員）
- 緒形直人（演員）
- 小山內美江子（腳本家）
- 香取慎吾 (SMAP)
- 金乃花武夫（大相撲力士）
- 草柳大藏（評論家）
- 桑田武（前職棒選手）
- 桑野美雪（女演員）
- 原めぐみ（歌手）
- 小林まさひろ（搞笑藝人）
- 櫻塚やっくん（搞笑藝人）
- 篠田純平（前職棒選手）
- 杉山尚志（RVH創業者）
- 村主章枝（花滑選手）
- 堂本正樹（劇作家）
- 友野龍士（和太鼓奏者）[1][2]
- 宮崎正裕（劍道家、警察官）
- 村上里佳子（藝人）
- 山本茜（騎師）
- 吉村明宏（藝人）
- 利重剛（演員、電影導演）

## 外部連結
- OpenStreetMap上有關鶴見區 (橫濱市)的地理
- （日語） 官方网站

1. ↑  https://www.hideshi-suzuki.com/news/news02/20170605/20170605-2.pdf 鶴見区制 90 周年事業についてPDF,2022年3月16日
2. ↑  http://www.wadaiko.or.jp/ryouiku17_ura.pdf →嘲呻 3額震朧 鰹囁遅 - NPO法人和太鼓文化研究会PDF,2022年3月16日